# Dub (Bajina Bašta)
Pour les articles homonymes, voir Dub (homonymie).
Dub (en serbe cyrillique : Дуб) est un village de Serbie situé dans la municipalité de Bajina Bašta, district de Zlatibor. Au recensement de 2011, il comptait 317 habitants.

## Démographie

### Évolution historique de la population
| 1948  | 1953  | 1961  | 1971 | 1981 | 1991 | 2002 | 2011 |
| ----- | ----- | ----- | ---- | ---- | ---- | ---- | ---- |
| 1 129 | 1 117 | 1 003 | 813  | 697  | 496  | 419  | 317  |

|  |